# Chittenden & Eastman Company
Chittenden & Eastman Company er en amerikansk producent af madrasser, som blev etableret i Burlington, Iowa i 1866. De har 30 fabrikker på verdensplan og deres nuværende hovedkvarter i North Brunswick, New Jersey.
Chittenden & Eastman Company blev etableret af G.M. Todd og H. Bailey i 1866.